# 모토사와촌
모토사와촌(本沢村)은 야마가타현 미나미무라야마군에 있던 촌이다.

## 역사
- 1889년 4월 1일 - 정촌제 시행에 의해 미나미무라야마군 모토사와촌이 성립하였다.
- 1956년 
  - 11월 15일 - 오아자 하세도자 구보테가 가미노야마시에 편입되었다.
  - 12월 23일 - 야마가타시에 편입해, 동일 모토사와촌은 폐지되었다.

## 교통

### 도로
- 오타키 가도 (현・국도 제348호선)

현재는 도호쿠자동차도가 구촌 지역을 통과하지만, 당시에는 미개통 상태였다. 

## 참고문헌
- 角川日本地名大辞典 6 山形県